# Кристиан, Стив
Стивен Раймонд Кристиан (англ. Steven Raymond Christian; род. 26 июня 1951, Острова Питкэрн, Британские заморские территории) — политический деятель Островов Питкэрн. Мэр Питкэрна (1999—2004). В 2004 году был отстранён от должности мэра и осуждён за сексуальные преступления на Питкэрне.

## Биография
Стивен Кристиан родился 26 июня 1951 года на Островах Питкэрн. Является потомком известного мятежника Флетчера Кристиана по отцовской линии. Сын Ивана Кристиана и Верны Карлин «Дебра» Янг, потомка мятежника Неда Янга.
В 1972 году женился на Олив Джел Браун. У пары четверо детей: Трент, Рэнделл, Шон и Таня.
В 1976 году Кристиан стал депутатом Совета острова. 1982 году он снова стал работать в Совете и недолгое время в 1985 году был председателем Внутреннего комитета. Он снова занимал эту должность в 1991—1992, 1994—1995, 1998—1999 годах. В 1999 году был избран первым мэром острова (несмотря на новое название должности, «мэр» раньше назывался «магистратом»).
С 7 декабря 1999 года занимал должность мэра Питкэрна. Он также работал инженером-надзирателем, дантистом, рентгенологом и рулевым острова. 30 октября 2004 года был официально уволен с должности после того, как 24 октября был осуждён за изнасилование.

## Суд над сексуальным посягательством
В 2004 году Стив Кристиан вместе с шестью другими мужчинами предстал перед Верховным судом Питкэрна по обвинению в изнасиловании и сексуальном насилии над детьми. В ходе судебного разбирательства утверждалось, что Кристиан неоднократно насиловал или нападал на несколько женщин острова, включая его детей, в течение нескольких лет, используя удалённость острова и своё властное положение, чтобы заставить их молчать. Кристиан отверг все обвинения в неподобающем поведении, но признал, что имел секс по обоюдному согласию с несколькими своими детьми. Кристиан не признал себя виновным по всем обвинениям в изнасиловании и непристойном нападении, но 24 октября 2004 года он был признан виновным в совершении пяти изнасилований в период с 1964 по 1975 год. Он был оправдан по шестому обвинению в изнасиловании и по четырём обвинениям в непристойном нападении.
8 ноября 2004 года сестра Кристиана Бренда, единственный офицер полиции острова, была назначена Советом острова исполняющим обязанности мэра Питкэрна. Она продолжала занимать должность до выборов, состоявшихся 15 декабря, когда был избран бывший магистрат острова Джей Уоррен.